# Serdar Dursun
 (mars 2024).
Serdar Dursun, né le 19 novembre 1991, est un footballeur international turc jouant au poste d'avant-centre au Persépolis FC,.
Il possède également la nationalité allemande.

## Biographie
Dursun a commencé sa carrière professionnelle avec la réserve de Hanovre 96 en 2010, et a ensuite déménagé en Turquie en signant avec Eskişehirspor en 2011. Avec ce club, il est prêté deux fois à Şanlıurfaspor et à Denizlispor avant d'être transféré à Fatih Karagümrük SK en 2014. En 2016, il est retourné en Allemagne avec Greuther Fürth puis il est acheté 350 000 euros par Darmstadt 98 en 2018.
Dursun a terminé la saison 2020-2021 de 2. Bundesliga avec 27 buts, faisant de lui le meilleur buteur de la saison.

### Fenerbahçe SK
Le 15 juin 2021, Dursun a signé un contrat de trois ans avec un an de plus en option avec l'équipe turque de Fenerbahçe SK. Il a fait ses débuts le 26 septembre lors d'une victoire 2-1 à l'extérieur contre Hatayspor. Il a marqué son premier but pour le club le 24 octobre lors d'une défaite 2-1 à domicile contre Alanyaspor. Le 5 décembre, il a marqué un triplé lors d'une victoire 4-0 contre Çaykur Rizespor.
Le 12 février 2022, lors d'une victoire 2-1 contre Giresunspor, Dursun, qui est entré en jeu dans la seconde moitié du match, s'est blessé à la tête à la 51e minute du match et n'a pu jouer que 7 minutes, étant remplacé par Mërgim Berisha à la 58e minute. Fenerbahçe a déclaré qu'il avait été déterminé qu'une fracture déplacée s'était produite dans son os zygomatique après un coup qu'il avait reçu pendant le match.

## Palmarès

### En club
Fenerbahçe SK
- Coupe de Turquie en 2023

### Distinctions individuelles
- Meilleur buteur de 2. Bundesliga en 2021 (27 buts)[8],[9]